# Leucoma cretacea
Leucoma cretacea är en fjärilsart som beskrevs av Otto Staudinger 1901. Leucoma cretacea ingår i släktet Leucoma och familjen tofsspinnare. Inga underarter finns listade i Catalogue of Life.